# Yodsaphat Meekaew
Yodsaphat Meekaew (thailändisch ยศภัทร มีแก้ว; * 4. April 2006 in Surat Thani) ist ein thailändischer Fußballspieler.

## Karriere
Yodsaphat Meekaew steht seit dem 1. August 2024 bei dem Zweitligisten Suphanburi FC unter Vertrag. Sein Zweitligadebüt für den Verein aus Suphanburi gab Yodsaphat Meekaew am 20. Oktober 2024 (9. Spieltag) im Heimspiel gegen den Pattaya United FC. Bei der 0:6-Heimniederlage wurde er in der 84. Minute für Naruebet Udsa eingewechselt. Am Ende der Saison 2024/25 musste er mit Suphanburi in die dritte Liga absteigen.